# Psammotettix najlae
Psammotettix najlae är en insektsart som beskrevs av Abdul-nour 1986. Psammotettix najlae ingår i släktet Psammotettix och familjen dvärgstritar. Inga underarter finns listade i Catalogue of Life.